# Cage the Elephant (álbum)
| Críticas profissionais | Críticas profissionais |
| Pontuações agregadas   | Pontuações agregadas   |
| Fonte                  | Avaliação              |
| ---------------------- | ---------------------- |
| Metacritic             | 64/100                 |
| Avaliações da crítica  |                        |
| Fonte                  | Avaliação              |
| AllMusic               | [ 2 ]                  |
| BBC                    | (favorável)            |
| The Fly                | [ 4 ]                  |
| NME                    | (7/10)                 |
| Rolling Stone          | [ 6 ]                  |

Cage the Elephant é o primeiro álbum de estúdio da banda de rock americana Cage the Elephant. O álbum foi produzido por Jay Joyce e lançado em 23 de junho de 2008, na Europa, pela Relentless Records, e em 24 de março de 2009, nos Estados Unidos, pela RCA/Jive Label Group.

## Lista de faixas
Todas as faixas escritas e compostas por Cage the Elephant. 
| N.º            | Título                         | Duração |  |
| 1.             | "In One Ear"                   | 4:01    |  |
| 2.             | "James Brown"                  | 3:20    |  |
| 3.             | "Ain't No Rest for the Wicked" | 2:55    |  |
| 4.             | "Tiny Little Robots"           | 4:10    |  |
| 5.             | "Lotus"                        | 3:16    |  |
| 6.             | "Back Against the Wall"        | 3:48    |  |
| 7.             | "Drones in the Valley"         | 2:27    |  |
| 8.             | "Judas"                        | 3:26    |  |
| 9.             | "Back Stabbin' Betty"          | 3:39    |  |
| 10.            | "Sail to the Sun"              | 3:17    |  |
| 11.            | "Free Love"                    | 3:28    |  |
| Duração total: | Duração total:                 | 36:28   |  |

| Faixa-bônus CagetheElephant.com |                  |         |  |
| N.º                             | Título           | Duração |  |
| 12.                             | "Cover Me Again" | 3:15    |  |

## Créditos

### Cage the Elephant
- Matt Shultz - vocal principal
- Brad Shultz - guitarra base
- Jared Champion - bateria
- Daniel Tichenor - baixo, backing vocals
- Lincoln Parish - guitarra

### Produção
- Jay Joyce - produtor
- Jason Hall - engenheiro
- Howie Weinberg - masterização